# Viesīte
Viesīte ( výslovnost) je město v Lotyšsku a správní centrum stejnojmenného kraje. V roce 2010 zde žilo 1902 obyvatel.